# Дом драматурга Тарновского
Дом драмату́рга Тарно́вского — памятник культурного наследия регионального значения в Большом Гнездниковском переулке, 3/5, Тверского района Москвы. История дома связана с именем драматурга Константина Августовича Тарновского, при котором особняк стал центром культурной жизни столицы. Здание было возведено в конце XVIII — начале XIX веков на основе каменных палат 1738 года, дважды расширено флигелями и надстроено третьим этажом.
С конца XIX века и до революции особняк принадлежал департаменту полиции Российской империи, в нём находились архив, сыск, редакция и типография ведомственной газеты. С 1908 года начальником был знаменитый следователь Аркадий Кошко́.
В 2005—2006 годах в ходе строительства административно-жилого комплекса в Большом Гнездниковском переулке дом Тарновского полностью разобрали и построили заново, частично сохранена небольшая часть кирпича оригинальной кладки.

## История

### Первые сведения
Земельное владение на месте современного Большого Гнездниковского переулка согласно переписи 1738—1742 годов принадлежало обер-секретарю Матвею Козмину. Позднее его сын, тайный советник Сергей Козмин, выкупил соседнее имение купцов Ветошниковых, а затем перепродал объединённый участок купцу 3-й гильдии Андрею Дмитриевичу Кондикову.
Уже в 1830 году в документах о доме Тарновского говорилось «дом сей выстроен с давних пор», однако сведения о первых владельцах не сохранились. Известно, что здание пережило пожар 1812-го, а в его основе находились палаты XVII века. С 1815 года домом владела штабс-ротмистрша Анна Огарёва, которая сдавала здание в аренду. Позднее его выкупил коллежский советник Михаил Николаевич Еропкин, от него по наследству особняк перешёл к дочери Анне.

### Тарновские
В середине XIX века дом принадлежал Анне Михайловне (в девичестве Еропкиной) и её супругу Петру Александровичу Нащокину. По заказу нового хозяина здание расширили двухэтажной пристройкой и переоформили фасады в стиле ампир. Дочь Нащокиных Елизавета сочеталась браком с известным столичным драматургом Константином Тарновским. Он прославился как литератор, переводчик с французского, автор многочисленных постановок для театра, занимал высокий пост инспектора репертуара и являлся одним из основателей московского Артистического кружка. Здание вошло в историю как выдающийся музыкальный салон: Тарновские постоянно устраивали вечера, куда приглашались выдающиеся деятели искусства, среди них были Василий Живокини, Михаил Щепкин, Гликерия Федотова, Пётр. Чайковский, Николай Рубинштейн. В этот период к особняку пристроили второй двухэтажный флигель.

### Дальнейшая история
В конце XIX — начале XX веков здание отдали его под полицейский участок, под руководством архитектора Александра Попова-младшего был надстроен третий этаж. В доме разместили адресный стол, сыскное и охранное бюро, архив, а также типографию и редакцию газеты «Ведомости московской городской полиции», о которой в своей книге «Москва и москвичи» Владимир Гиляровский писал, что «газету эту не читал никто». На тот момент ведомство находилось в затяжном кризисе: количество преступлений стремительно росло, а раскрываемость близилась к нулю. Для исправления ситуации в 1908 году начальником сыскного отделения назначили следователя Аркадия Кошко, получившего прозвище «русский Шерлок Холмс». Под его руководством за пять лет обстановка в столице радикально изменилась — кражи и ограбления, пик которых раньше приходился на праздники, практически сошли на нет. Для раскрытия преступлений стали использовать метод дактилоскопии, патрулирование опасных районов стали поручать специальным «летучим отрядам» городовых. В этот период из центра культурной жизни бывший особняк Тарновского стал местом, куда горожане могли обратиться за помощью, а «преступники боялись даже упоминания о доме 5/3 в Гнездниковском».
После революции специальным декретом нового правительства сыск был упразднён. В марте 1917 года в Большом Гнездниковском начался погром — толпа вынесла из здания все архивные документы и сожгла прямо во дворе, перекрыв доступ пожарным. Вскоре здание отдали Московскому уголовному розыску. В период сталинской реконструкции Москвы 1930-х флигель времён Тарновских разобрали. В 1970-х в непосредственной близости от дома Тарновского было построено новое здание МХАТ имени Горького.

## Современность
В начале 2000-х дом Тарновского был признан объектом культурного наследия регионального значения и получил соответствующий охранный статус. В 2004 году мэрия выдала разрешение на проведение ремонтно-реставрационных работ, при исследовании структуры здания под объёмами XIX и XVIII веков были обнаружены следы каменных палат XVII века. Несмотря на широкий резонанс в СМИ и протесты архитектурной общественности, здание было разрушено. Согласно отзывам строителей-сотрудников фирмы «Меридж», «оно упало само». На месте памятника культуры в 2008 году был возведён административно-жилой комплекс по проекту архитекторов Сергей Ткаченко, Н. Рыбин, О. Дубровский, Л. Шевченко. Здание напоминает оригинал, однако значительно отличается стилистически, фасады частично сложены из кирпича оригинального строения.